# 陳紫柔
陳紫柔（2002年2月22日—）是美國職業籃球運動員，場上位置為控球後衛和得分後衛。大學曾效力於普林斯顿和康涅狄格，現效力於WNBA金州女武神。

## 早期生涯
陳紫柔出生並成長於加州聖瑪利諾，父母為台灣移民。
陳紫柔就讀位於加州拉肯亞達-弗林楚奇的弗林特里奇中學，持有籃球校隊得分、籃板與助攻三項紀錄。她同時也是參加Nike精英青少年籃球聯賽的業餘體育聯盟加州風暴陶樂西隊（英語：Cal Storm Team Taurasi）成員。她在高二時被評為全區年度最佳球員，並在最後兩個賽季中兩度獲得《帕薩迪納星報》評選全區年度最佳球員榮譽。ESPN評比她為四星新秀，全美排名第66名。她最後選擇就讀普林斯頓大學並加入籃球校隊，放棄了加州大學與北卡羅來納大學的邀約。

## WNBA生涯
2025年4月15日，陳紫柔在2025年WNBA選秀第三輪被金州女武神選中，成為第一位被WNBA球隊選中的臺裔球員，隨後在同年5月15日被釋出。2025年6月15日，金州女武神宣布簽回陳紫柔，公布後隨即投入訓練及隨隊。WNBA生涯首次上場為6月22日。

## 外部連結
- 普林斯頓大學老虎女子籃球隊球員主頁
- 康乃狄克大學哈士奇女子籃球隊球員主頁
- 陳紫柔在WNBA官網（英语）
- 陳紫柔在Basketball-Reference.com（WNBA）（英语）
- 陳紫柔在Sports-Reference.com（NCAA）（英语）
- 陳紫柔在Eurobasket.com（球員）（英语）